# 奈良大佛 (千葉縣)
35°29′54.2″N 140°13′19.6″E / 35.498389°N 140.222111°E

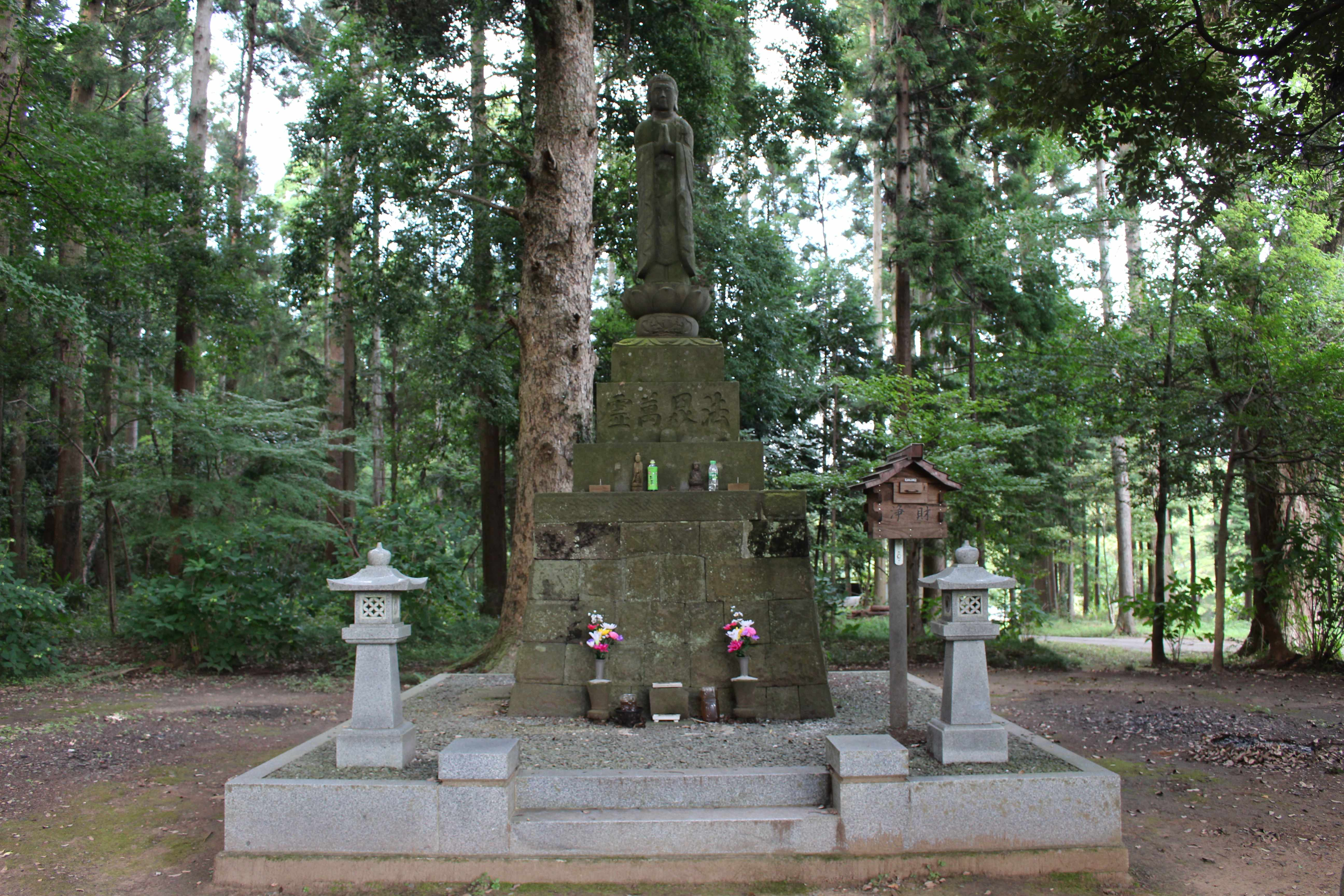
奈良大佛

奈良大佛（日语：／）是一尊位於日本千葉縣市原市奈良字大佛台269-2的釋迦如來像。

## 歷史
據稱該佛像最初建於平安時代的承平元年（931年），由銅製成。當時在下總國附近發動叛亂的平將門自立為新皇，並模仿京都建立了一座城市，而該地由於位於新城南方，因此在此處模仿位於奈良的東大寺大佛設立了一尊佛像。
江戶時代中期的儒学家中村国香（1710-1769）在著作《房總志料》中記述在當時的奈良村有一尊銅製盧舍那露天佛像。
一、市原郡の人語りしは、奈良村といふ所の山中人跡まれなる処に、銅像の高丈餘の蘆舎那の露佛、儼然として叢間に安置す。榛荊を發き拝するに、基砌半は土に陷り、銅上盡青衣を生ず。凡幾星霜を経たりといふ事しらずと。按に、承平中、平将門東百官などいふ事置きし日、南都の銅佛に摹倣せしにや。しかれども、自立の日久しからざれば、精舎を建るに暇なしと見へたり。事實の傳はらざるは、後人其僣竊を惡み、且、國禁をはゞかれるにや。いぶかし。
（譯文：根據市原郡人所講，在叫做奈良村的山中人跡罕至之處，有一尊高丈餘的蘆舍那露天佛像，儼然立在森林中。撥開荊棘前往拜謁，基座有一半陷在土裡，銅像上長滿了青苔，不知道經過了多少歲月。推測是承平時平將門東百官等起事時，模仿南都的銅佛所造。但自立時日不長，沒有時間建設精舍。由於後人厭惡其僭越並討厭國禁，並未傳承該事實，令人無法釋懷。）
 — 『房總志料』
其後該佛像歷經多次重建，現在的佛像是在文化元年（1804年）建立的真人大小的石像，高約1.7m。
在2011年3月的東日本大地震中，該像因從底座上墜到地面而損壞。其後由市政府與當地居民各自分擔一半費用重建，並於當年11月完成。

## 文化遺產
該像於1974年（昭和49年）6月10日被指定为市原市名勝。當時由於缺乏歷史資料支持，無法被指定爲史蹟，只好指定為名勝。